# André-Marie Gerard
Pour les articles homonymes, voir Gérard.
André-Marie Gerard (Épinal, 2 septembre 1918 - Boulogne-Billancourt, 23 mai 1989) est un écrivain et journaliste français. Directeur de plusieurs publications et auteur du Dictionnaire de la Bible, il a été l'un des dirigeants de la télévision française.

## Biographie
Après avoir obtenu son diplôme de philosophie scolastique à l’Institut catholique de Paris, André-Marie Gerard publie une biographie de Jeanne d'Arc ainsi que le Dictionnaire de la Bible, son ouvrage le plus connu, une « somme » de 2300 entrées qui lui a demandé vingt ans de travail.
En tant que journaliste et homme de médias, il est rédacteur en chef de la revue En ce temps-là, la Bible, et de  L'Aurore de 1957 à 1960. Il collabore notamment avec André Frossard. De 1961 à 1963, il est le directeur de l'information  de la Radiodiffusion-télévision française, puis il est nommé inspecteur général de l’ORTF.
André-Marie Gerard est le grand-père du journaliste Arnaud de Puyfontaine.

## Publications
- Jeanne la mal jugée, Bloud et Gay, 1964 – Réédition : éditions Mengès, coll. « Les Soleils de l'histoire », Paris, 1981, 344 p.-8 p. de planches illustrées, [ISBN erroné selon le catalogue BN-Opale Plus de la BNF], (BNF 34655830).
- Dictionnaire de la Bible (avec la collaboration de Andrée Nordon-Gerard et de François Tollu, P.S.S.), éditions Robert Laffont, coll. « Bouquins », 1989, VI-1478 p.,  (ISBN 2-221-05760-0), (BNF 35105026) (édition de 1990, réédité en 1991, 1996 et 1998).